# Der kleine Herr Jakob
Der kleine Herr Jakob ist eine Comicfigur von Hans Jürgen Press.

## Geschichte
Am 3. Januar 1965 debütierte im Sternchen, der Kinderseite der Zeitschrift Stern, ein kleiner Mann mit kräftigem Schnauzbart, gestreiftem Hemd und Melone: Zunächst noch namenlos, ging dieser kleine Herr Jakob von nun an mit wachen Augen und meistens gut gelaunt durch den Alltag – bald auch öfters in Begleitung seines Hundes Troll.
In anfangs zwei, später in der Regel vier Bildern wurde so eine lustige Geschichte erzählt. Diese Bildgeschichten waren zunächst ohne Worte, später auf Initiative der Stern-Redaktion mit gereimten Kommentaren von Karlos Thaler versehen. Die letzte Folge erschien im Sternchen 26/1989, womit es die Serie insgesamt auf rund 1200 Folgen gebracht hat. Nur ein kleinerer Teil davon wurde auch in Büchern nachgedruckt, dann wieder wie von Press ursprünglich vorgesehen ohne Text. Ihr Humor ist eher leise, dabei stets pfiffig und einfallsreich, oft auch skurril, und überaus menschlich, bisweilen allzu menschlich. Die Handlung spielt sich oft in der freien Natur ab.

„Alsdann folgt das Schmunzeln über selbige: wenn im Kreis schwimmende Goldfische aus ihrem Aquarium in den Fluss freigelassen werden, nur um dort wieder im Kreis um sich selbst zu schwimmen; oder wenn Herr Jakob eine Eiswaffelverlängerung in Form von noch mehr Eiswaffeln findet, damit die Giraffe im Zoo sich nicht den Hals verbiegen muss, will sie am Eis schlecken; oder wenn ihn sein findiger Hund hinters Licht führt, damit er Jakobs Sessel okkupieren kann.“

## Veröffentlichungen (in Auswahl)
- Mein kleiner Freund Jakob, Ravensburger Taschenbuch Bd. 104, Otto Maier Verlag 1967.
- Der kleine Herr Jakob: Bilder, die Geschichten erzählen, Otto Maier Verlag 1981, ISBN 3-473-35152-0.
- Der kleine Herr Jakob – ganz groß! 180 Bildergeschichten, Beltz & Gelberg 2011, ISBN 978-3-407-74231-5.